# Trận Pindus
Trận Pindus diễn ra ở dãy núi Pindus, nằm giữa Eripus và Tây Macedonia, Hy Lạp, kéo dài từ ngày 28.10 đến 13.11, trong mùa thu năm 1940. Quân đội Hy Lạp đã giao tranh với Sư đoàn sơn chiến số 3 Julia, trong giai đoạn đầu của Chiến tranh Hy Lạp-Ý. Sư đoàn sơn chiến số 3 Julia đã tiến hành xâm lược Hy Lạp từ khu vực núi Pindus. Nhưng quân Hy Lạp nhanh chóng bao vây sư đoàn Julia và xoá sổ gần hết sư đoàn này, sau khi sư đoàn Julia đạt được một số thành công ban đầu. Người Hy Lạp nhanh chóng đẩy lùi người Ý ra khỏi lãnh thổ, và tiến sâu vào lãnh thổ Albania.

## Bối cảnh
Sau khi Ý xâm lược Albania năm 1939, Bộ Tổng Tham mưu Hy Lạp đã cảnh báo một cuộc tấn công tiềm tàng của Ý vào Hy Lạp từ lãnh thổ Albania, mà cuối cùng đã xảy ra vào ngày 28-10. Mục tiêu của Ý là triển khai sư đoàn sơn chiến Julia chiếm các con đèo chiến lược của dãy núi Pindus càng nhanh càng tốt. Trong Hội đồng Chiến tranh ở Rome; Tướng Visconti Prasca, chỉ huy trưởng các lực lượng Ý ở Albania nói rằng dãy núi Pindus sẽ không phải là trở ngại đáng kể gì với các lực lượng Ý, đồng thời tuyên bố rằng quân của ông ta sẽ tiến thẳng tới Athens một cách dễ dàng, như một Hunnibal của thời hiện đại. Về phía Hy Lạp, họ liên kết các lực lượng đồn trú ở Eripus và Tây Macedonia, vốn bị ngăn cách bởi dãy Pindus làm hai bộ phận lại thành "Quân khu Pindus". Đại tá Kontantinos Davakis, chỉ huy của Quân khu Pindus đã triển khai quân đội dọc theo 35 km phòng tuyến theo dãy Pindus.

## Trận chiến
Mục tiêu chính của Sư đoàn Julia là tiến nhanh qua dãy núi Pindus và chiếm giữ vị trí chiến lược là thị trấn Metsovo. Nếu thị trấn Mestovo bị người Ý chiếm giữ thì sẽ gây ra ảnh hưởng lớn tới kết quả của cuộc chiến, vì con đường cung cấp hâu cần của người Hy Lạp sẽ bị phá vỡ và các lực lượng Hy Lạp ở Eripus sẽ bị chia cắt với vùng Macedonia. Sư đoàn Julia đã hành quân vượt 40 km đường núi trong điều kiện mưa băng và xoay xở chiếm được ngôi làng Vovousa, cách Mestovo 30 km về phía bắc nhưng thị trấn này thì vẫn tiếp tục đứng vững. Ngày 2 tháng 11, Đại tá Davakis đã bị thương nặng trong một nhiệm vụ do thám gần Fourka. Nhưng rõ ràng là người Ý đang bị thiếu hụt nhân lực và đồ tiếp tế nghiêm trọng để có thể tiếp tục đối mặt với các lực lượng dự bị Hy Lạp đang trên đường đến đây.
Ngày 3 tháng 11, các đội quân Ý sau những thành công ban đầu, đều bị bao vây tứ phía. Chỉ huy Sư đoàn Julia đã kêu gọi Bộ Tổng Chỉ Huy tăng viện và gửi hàng tiếp tế đến càng sớm càng tốt. Sư đoàn 47 Bari được điều sang. Tuy nhiên, quân tiếp viện từ Albania không thể thay đổi kết cục. Những ngày tiếp theo, Sư đoàn Julia đã phải chiến đấu dũng cảm dưới thời tiết khắc nghiệt và bị tổn thất nghiêm trọng. Trong khi đó, quân tiếp viện Hy Lạp đã tiến tới dãy Pindus, và được sự giúp đỡ nhiệt thành của người dân; cả đàn ông, phụ nữ và trẻ em, những sự giúp đỡ vô giá. Tình hình đã trở nên vô cùng tồi tệ với người Ý, và lực lượng của họ đang bị áp đảo bởi các đơn vị Hy Lạp đang đổ tới khu vực này. Sư đoàn Julia gần như bị tiêu diệt hoàn toàn. Các ngôi làng bị quân Ý chiếm đóng trong những đợt tấn công đầu tiên, bao gồm cả Samarina và Vovousa, đã được quân Hy Lạp giành lại trong những ngày 3 và 4 tháng 11. Chưa đầy một tuần sau, quân Ý co cụm lại tại vị trí vốn bị họ chiếm đóng trước khi tuyên bố chiến tranh.
Ngày 13 tháng 11, biên giới Hy Lạp hoàn toàn sạch bóng quân Ý, kết thúc trận Pindus với chiến thắng tuyệt đối của người Hy Lạp.  Một yếu tố đáng kể ảnh hưởng tới thành công của người Hy Lạp là sự yếu kém của không quân Ý, đã không thể làm gián đoạn việc huy động và triển khai của quân đội Hy Lạp. Do yếu tố này cũng như những trở ngại về địa hình và kỹ thuật, khiến cho người Hy Lạp có đủ thời gian để khắc phục khó khăn trong việc vận chuyển quân đội và hàng hoá tới chiến trường.

## Hệ quả
Thất bại trong cuộc xâm lược Hy Lạp, Sư đoàn sơn chiến Julia mất tới 5,000 binh lính. Trong khi đó, nhờ thắng lợi tuyệt đối ở Pindus và Elea-Kalamas, các lực lượng Hy Lạp đã đẩy lùi người Ý, rồi tổ chức phản công tiến sâu vào Albania.
Nhiều người cho rằng sự hỗ trợ của những người phụ nữ địa phương có ảnh hưởng lớn tới cục diện của cuộc chiến. Người dân ở các làng quanh vùng chiến sự, đặc biệt là phụ nữ đã hỗ trợ những đơn vị Hy Lạp bằng nhiều cách. Mà quan trọng nhất là họ đã vận chuyển súng đạn, quân trang và thực phẩm ra tiền tuyến, khi mà xe cộ không thể tiếp cận chiến trường do thời tiết xấu và đường thô.